# 宇宙巡航艦V
《宇宙巡航艦Ⅴ》是一款日本遊戲公司Treasure所開發，由科樂美發行之射擊遊戲，屬於橫向捲軸射擊遊戲《宇宙巡航艦系列》的作品，於2004年7月22日在日本上市。本作是第一部宇宙巡航艦的本傳作品直接跳過街機而發行於家用平台上之遊戲，並於遊戲中加入了些過去家用版作品的要素。

## 劇情
Gradius曆8010年以Big Core Mk-I Rev 1.2及大量Zeros Force所構成的新生Bacterion軍團突然自Gradius星軌道上脫離超空間航行，並對軌道宇宙站進行奇襲，造成嚴重打擊。Gradius軍立即開始進行反擊，並對超時空戰鬥機Vic Viper T-301下達緊急出動命令。

## 遊戲系統
本遊戲除了延續過去的遊戲系統之外，追加了新要素與變更。
自機相關
本遊戲中的自機被攻擊判定較過去為小，加上在敵人的子彈也比過去作品慢，因此較易於閃躲。子彈連射也從過去的二連射增加為四連射。
子機操作
不同於過去的作品，這次最大的新增要素便是「子機操作」，玩家可以藉由特定按鈕來操作子機(Option)。一共有四種操作模式：
- 靜止式 (Freeze)

按下子機操作鍵之後，所有的子機會固定於現在位置不動。
- 指向式 (Direction)

按住子機操作鍵可以改變所有子機的攻擊方向，但自機會停止移動。放開子機操作鍵之後則可以操作自機，但子機的攻擊方向便固定在放開操作鍵時的方向。
- 固定式 (Spacing)

子機與自機上下一字型排開，按住子機操作鍵可以自由變換各子機之間的距離。除了固定式以外的子機在不使用子機操作鍵的時候都與過去的作品一樣，會跟著自機移動。源於《高弗的野望二部曲》 (GOFER's Ambition Episode II)中的固定式(Fixed)，並導入了Thunder Cross的四架子機可變稱行距的操作。
- 迴轉式 (Rotate)

按住子機操作鍵可以使子機環繞於自機周圍。演變自《宇宙巡航艦Ⅱ》(Gradius II)的子機第五段現時強化。
導入《沙羅曼蛇》的要素
本遊戲導入了兩項來自《沙羅曼蛇》的要素：
1. 可選擇在被擊墜之後是否於原地當場立即復活，而原本的子機可以藉由接觸的方式來收回。
2. 可兩人同時進行遊戲，而兩名玩家的子機合計不能超過四個。二號玩家的Vic Viper顏色為紅色。

能量表
每取得一次紅色膠囊即可提升一格能量表，每一格能量表各自表示一種裝備供玩家選擇。在遊戲的最初，玩家的武器如以下所示：
| Type   | Speedup | Missile    | Double   | Laser | Option    | ?          |
| Type 1 | Speedup | Normal     | Double   | Laser | Freeze    | Forcefield |
| Type 2 | Speedup | 2-Way      | Tail Gun | Laser | Direction | Forcefield |
| Type 3 | Speedup | Eagle Wind | Tail Gun | Laser | Spacing   | Forcefield |
| Type 4 | Speedup | 2-Way Back | Double   | Laser | Rotate    | Forcefield |

速度提升 (Speed Up) / 初期速度 (Initial Speed)
機體飛行速度可以提升五次。速度提升至第五次之後，再點選一次會將速度歸零。
飛彈
- 飛彈 (Missile)

向前下方發射對地飛彈，落到地面後會延著地面前進直到擊中敵人為止。
- 雙向飛彈 (2-Way Missile)

向前上方與前下方拋射飛彈。
- Eagle Wind

會選擇離自機/子機較近的地面發射飛彈。
- 後方雙向飛彈 (2-Way Back)

向後上方與後下方拋射飛彈
雙向磁軌砲
- 雙向磁軌砲  (Double)

原本的兩發前向子彈轉移一發往前上方發射。無法與雷射並用。
- 後方磁軌砲 (Tailgun)

原本的兩發前向子彈轉移一發往後方發射。無法與雷射並用。
雷射
- 雷射 (Laser)

具有貫穿能力的雷射。無法與雙向機槍並用。
？
- 力場 (Force Field)

機體周圍會出現防護用的力場，用來防禦來自各方位的攻擊，可以抵擋3次攻擊。
武器編輯功能
遊戲全破一次之後，便會追加武器編輯功能，增加以下的武器：
飛彈類
- 廣域破壞炸彈 (Spread Bomb)

向前方投擲的無誘導炸藥，可以摧毀一定範圍內的敵人。
- 光子魚雷 (Photon Torpedo)

投下之後會沿著直線前進，並可貫穿敵人。
- 飛行魚雷 (Flying Torpedo)

自機首向前方發射兩枚直線前進的飛彈，無貫穿能力。
雙向磁軌砲
- 垂直型 (Vertical)

子彈從自機正上方與前方發射。
- 隨意型 (Free Way)

子彈一發從自機前方發射，另一發隨著方向鍵所輸入的方向發射。
- 擴散型 (Spread)

兩發子彈從自機前方成45度角發射。來自《宇宙巡航艦Ⅲ》（Gradius III）武器編輯功能中的同名武器，但本遊戲中並無二段強化。
雷射武器
- 波紋雷射 (Ripple Laser)

上下幅度會隨著發射距離而增加的雷射武器，威力與一般子彈相同。無法與雙向機槍並用。
- 能源雷射 (Energy Laser)

可以藉由充電來射出強力的雷射。來自宇宙巡航艦Ⅲ武器編輯功能中的同名武器，於本遊戲中無法連射但威力及貫通力較大。
- 火炎放射器 (Fire Blaster)

上下幅度較一般雷射寬且威力較強，但是射程有限。來自《宇宙巡航艦２》（Gradius 2）的同名武器。
？
- 盾牌 (Shield)

於機首追加兩枚用來防禦來自前方的攻擊，耐久力較高。
- 毀滅衝擊 (Mega Crush)

來自《宇宙巡航艦Ⅲ》的同名武器，與藍色能源膠囊具有一樣的能力，可將畫面上的低耐久度敵人瞬間全滅，以及讓畫面上的敵方子彈全部消失。同時，它還能搶回被子機獵人搶走的子機。

## 關卡介紹
| 關卡順序 | 關卡名稱                    | 頭目 | 配樂                                                |
| 1        | Gradius星軌道站上空         | 核心戰艦一式 Rev 1.2 (Big Core Mk-I Rev 1.2)#                                                                                 | Universe                                            |
| 2        | 謎之戰艦與Gradius星都市上空 | 迪斯三式 (Des Mk-III) 巡洋艦鐵特蘭 (Tetran) 核心戰艦二式 (Big Core Mk-II) 核心戰艦四式 (Big Core Mk-IV)#                      | Battleship Poison of Snake (Hard Battle) Take Care! |
| 3        | Gradius星都市地下           | 大蜘蛛 (Grand Spider)# | Fortress                                            |
| 4        | Bacterion細胞中樞           | 巨大心臟 (Huge Heart)# | Cell                                                |
| 5        | 小行星帶前線基地            | 巨砲核心戰艦 (Blaster Cannon Core)#                                                                                           | Meteor                                              |
| 6        | Bacterion增殖工廠           | 滾動式核心戰艦 (Rolling Core) 圓形核心 (Circle Core)# 核心戰艦三式 (Big Core Mk-III) 覆蓋式核心戰艦二式 (Covered Core Mk-II)# | Something Green Aircraft Carrier Dark Force         |
| 7        | Bacterion要塞中樞           | 畢肯 (Beacon) 守衛者核心 (Keeper's Core) 巨象 (Elephant Gear)#                                                                | High Speed Impregnable Fortress Elephant Gear       |
| 8        | 新Venom艦                   | Venom | Battleship Last Enemy                               |

有 # 為在本遊戲首次出現的頭目。

## 過去的要素
本遊戲中導入了不少過去家用版《宇宙巡航艦》系列的要素，以下是幾點較為值得注意的。
MSX版
- 部分關卡追加過場劇情。
- 「火焰發射器」最早是源自於《宇宙巡航艦2》的其中一項特殊武器。
- 第七關的核心空母艦隊，源自於《宇宙巡航艦2》的其中一個關卡的結尾。
- Venom是MSX版《宇宙巡航艦》三部曲中第二部與第三部的敵人。

SFC版
- 第七關的高速關卡，參考了SFC上所發行的《宇宙巡航艦Ⅲ》第七關，一樣是高速關卡，且頭目也一樣是畢肯(ビーコン)。

## 得獎情報
Game of the Year 2004 (北美)
- PS2最佳射擊遊戲
- 年度遊戲排行第六名

## 註記
- 本作並沒有過去常見的火山與摩艾石像群這兩種關卡。但是在第四關「Bacterion細胞中樞」後段，會有不斷噴出綠色球狀細胞的發射器官，不但與系列作的火山極為類似，也為第六關「Bacterion增殖工廠」埋伏筆。

- 本作的最後關卡並非以傳統的要塞關卡作為結束，而是追加了另一個關卡 ─ 第二關的敵方母艦複本。
  - 在第二關開始不久，出現過去系列作品罕見的過場劇情畫面：敵方航空母艦與另一部VIC VIPER T-301由另一空間出現，該VIC VIPER T-301呼叫主角要和他由不同路徑攻入母艦，同時破壞兩個核心，主角便由後方下路攻入母艦，破壞下方核心，然後逃出，此為最後關卡的伏筆。
  - 到第七關抵達母艦主入口時，主角發覺無法用任何武器破壞，啟動電腦掃瞄後，才知道要毀滅該母艦，必須以兩部戰機在母艦後方以不同路徑攻入，同時破壞兩個核心才能擊破。這時主角啟動時空穿梭系統，將自己與敵方母艦帶回第二關的場景，然後由後方上路攻入母艦，與第二關的玩者（這時由電腦控制並重現玩家的操作）一同攻破母艦，才將其毀滅。

- 日本初回版有附贈特典小冊子「Vic Viper開發史」。

## 外部連結
- 宇宙巡航艦Ⅴ官方網站（页面存档备份，存于） (日文)
- 宇宙巡航艦Ⅴ北美版官方網站 (英文)